# Torrent de la Sala (Vallès Occidental)
El torrent de la Sala és un curs d'aigua de Sant Llorenç Savall provinent del massís de Sant Llorenç del Munt. Desemboca al marge dret del riu Ripoll.